# Hadley Fraser

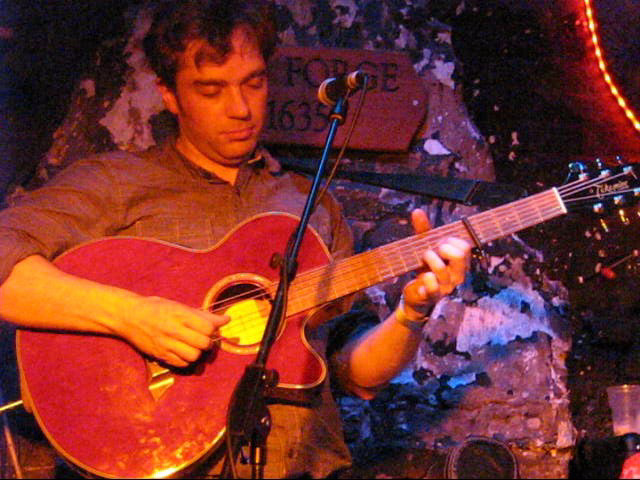
Hadley Fraser - 12 Bar Club, London

Hadley Fraser (* 21. April 1980 eigentlich Robert Hugh Fraser) ist ein englischer Theater- und Filmschauspieler, Regisseur und Musiker.

## Leben
Hadley Fraser wuchs in dem kleinen Ort Binfield in der Nähe von Windsor auf. Er studierte an der Universität von Birmingham, die er im Jahr 2001 mit dem Bachelor of Arts abschloss. Im Anschluss absolvierte er von 2001 bis 2002 ein Gesangsstudium am Musiktheater der Londoner Royal Academy of Music. Im Jahr 2011 wurde er Mitglied der Royal Academy of Music (ARAM).
Sein Debüt als Musicalsänger gab Hadley Fraser direkt im Anschluss an sein Studium im Jahr 2002 als Marius in Les Misérables im Palace Theatre London. Am New Yorker Broadway debütierte er im Jahr 2007 in der Rolle des Tiernan in der Uraufführung von The Pirate Queen des Musical-Autorenteams Alain Boublil/Claude-Michel Schönberg. Weitere Stationen seiner musikalischen Bühnenlaufbahn beinhalten unter anderem Die Piraten von Penzance, Palast der Winde, die Stephen-Sondheim-Musicals Assassins und Pacific Overtures sowie das Kammermusical Die letzten 5 Jahre im Aspen Theatre, Colorado.
Im Mai 2010 kehrte Hadley Fraser mit dem Musical The Fantasticks ans Londoner West End zurück. Im Oktober 2010 spielte er die Rolle des Grantaire anlässlich des großen 25-jährigen Jubiläums-Konzerts von Les Misérables in der The O2 Arena London.
Von Juni 2011 bis Juni 2012 übernahm er erneut eine Rolle in Les Misérables, dieses Mal als Inspector Javert. Während dieses Engagements sang er außerdem im Oktober 2011 die Rolle des Raoul im 25-jährigen Jubiläums-Konzert von Das Phantom der Oper in der Royal Albert Hall in London – eine Rolle, die er bis dahin noch nie gespielt hatte. 
In Tom Hoopers Filmadaption Les Misérables spielte er in einer kleinen Nebenrolle den Offizier der Nationalgarde (The Warning).
2013 spielte er im Rahmen des Chichester Festivals im Musical The Pajama Game. Anschließend übernahm er in der Uraufführung von Matt Charmans Theaterstücks The Machine, das Garri Kimowitsch Kasparows Schach-Wettkampf gegen den Computer Deep Blue im Jahr 1997 zum Inhalt hat, die Hauptrolle und trat mit dem Stück zuerst beim Manchester International Festival und später im Jahr in New York auf.
Im Dezember 2013 war Hadley Fraser an der Seite von Tom Hiddleston und Mark Gatiss in William Shakespeares Theaterstück Coriolanus am Donmar Warehouse in der Rolle des Tullus Aufidius zu sehen. Josie Rourke, die künstlerische Leiterin des Covent Garden Theaters, hatte Hadley Fraser bereits für seine Rolle in The Machine verpflichtet und arbeitete auch 2015 wieder am Donmar Warehouse mit ihm zusammen (City of Angels, The Vote). Ab Oktober 2015 war Hadley Fraser an der Seite von Kenneth Branagh im Garrick Theatre zu sehen (A Winter's Tale und Harlequinade). Zuletzt feierte er großen Erfolg in der Rolle des Frederick Frankenstein in der England-Premiere von Mel Brooks’ Musical Young Frankenstein im August 2017 im Garrick Theatre London.  
Zu seinen Film- und Fernsehrollen zählen unter anderem die US-Filmproduktionen The Lost Tribe und Convincing Clooney, die erste Staffel der musikalischen Kinderserie The Fresh Beat Band sowie eine Folge der britischen Fernsehserie Doctor Who. Erste Erfahrungen als Regisseur konnte Hadley Fraser am Norris Theatre, Los Angeles, in den Produktionen Once Upon a Mattress und The Laramie Project sammeln.
Als Sänger ist Hadley Fraser unter anderem auf den Alben Keys und Scott Alan LIVE des amerikanischen Songwriters Scott Alan sowie auf dem Konzept-Album des Musicals The In-Between zu hören. Im August 2014 veröffentlichte Hadley Fraser sein erstes eigenes Kurzalbum Just let go mit fünf selbst geschriebenen und komponierten Songs. Zusammen mit seinem Freund und Bühnenpartner in verschiedenen Musicals (Les Misérables, Das Phantom der Oper) Ramin Karimloo hat er eine Band namens Sheytoons, die auch gelegentlich in London öffentlich auftritt.

## Filmografie
- 2003: Missing Moscow (Fernsehfilm)
- 2006: Doctor Who (Fernsehserie, eine Folge)
- 2009–2010: The Fresh Beat Band (Fernsehserie, 13 Folgen)
- 2010: Les Misérables in Concert: The 25th Anniversary
- 2010: The Lost Tribe
- 2011: Convincing Clooney
- 2011: The Phantom of the Opera – 25th Anniversary Concert Royal Albert Hall
- 2012: Shackled (Kurzfilm)
- 2012: Les Misérables
- 2014: Sons of Liberty
- 2014: The Wrong Mans – Falsche Zeit, falscher Ort (The Wrong Mans, Fernsehserie, 1 Folge)
- 2015: Holby City
- 2016: The Legends of Tarzan
- 2017: Mord im Orient Express (Murder on the Orient Express)
- 2018: All is true
- 2018: Der junge Inspektor Morse (Endeavour, Fernsehserie, 1 Folge)
- 2022: Gentleman Jack (Fernsehserie, eine Folge)
- 2025: Schneewittchen (2025) (Schneewittchens Vater)

## Diskografie
- 2007: The Pirate Queen – Original Broadway Cast Recording
- 2008: Keys: The Music of Scott Alan – Again
- 2012: The In-Between – Beyond The Door
- 2012: Scott Alan Live – Take Me Away (Duett mit Ramin Karimloo)
- 2014: Hadley Fraser – Just let go (EP)
- 2016: Before After: A Musical Love Story (Studio Recording)